# Forn de calç Estret d'Isòvol
El Forn de calç Estret d'Isòvol és una obra d'Isòvol (Baixa Cerdanya) inclosa a l'Inventari del Patrimoni Arquitectònic de Catalunya.

## Descripció
Antic forn de calç de planta circular, d'aproximadament 3 metres de diàmetre. El seu estat de conservació és ruïnós, amb bona part de l'estructura original ensorrada. Les restes visibles corresponen a trams de la paret original amb una fondària al volant dels 2 metres com a mínim.
La vegetació cobreix quasi en totalitat els vestigis que conservem de l'interior.